# 훌리오 얀
훌리오 얀(Julio Yarn, 1965년 6월 24일 ~ )는 도미니카 공화국의 야구 선수이자, 전 KBO 리그 롯데 자이언츠의 외국인 선수이며 펠릭스 호세의 영입이 무산되자 대타로 들어왔는데 본인(얀)과 함께 입국한 아지 칸세코가 시범경기에서 '공갈포' 기질을 드러내어 시즌 전 퇴출되자 롯데는 펠릭스 호세를  재영입했다.

## 벤치 클리어링
- 배영수가 펠릭스 호세에게 빈볼을 던져 1차 경고를 받은 후에 자신에게 다시 데드볼을 던지자, 1루에 있었던 호세가 분노하여 배영수의 안면을 강타하는 등의 폭력사태로 벤치클리어링이 일어나면서 벤치 클리어링을 경험하기도 했다.

1. ↑  신수건 (2001년 2월 18일). “호세 놓친 롯데, `얀`과 계약”. 국제신문. 2022년 4월 17일에 확인함.
2. ↑  신수건 (2001년 3월 30일). “롯데 `돌아와요! 호세`”. 국제신문. 2022년 4월 17일에 확인함.